# Bridge of the Gods
Il Bridge of the Gods (in italiano Ponte degli Dei) è un ponte a sbalzo realizzato in acciaio a traliccio che attraversa il fiume Columbia vicino alle Cascade Locks, tra Oregon e lo stato di Washington, vicino a North Bonneville.
È a circa 64 km ad est di Portland, in Oregon, e a 6,4 km a monte dalla diga di Bonneville.
Il ponte, completato dalla Wauna Toll Bridge Company e aperto nel 1926, ha una lunghezza di 344 metri. A causa dell'inalzamento dei livelli del fiume dovuti alla costruzione della diga di Bonneville, il ponte fu ulteriormente elevato nel 1940 e esteso alla sua lunghezza attuale di 566 metri con un'altezza di 43 metri. La Columbia River Bridge Company di Spokane, acquistò la proprietà del ponte nel 1953 per 735.000 dollari. La Commissione Port of Cascade Locks gestisce il ponte.
Il ponte prende il nome dalla caratteristica geologica storica della zona conosciuta anche come Bridge of the Gods. La Pacific Crest Trail attraversa il fiume Columbia sul Ponte degli Dei.